# Noen Kham (huyện)
Noen Kham (tiếng Thái: เนินขาม) là huyện (‘‘amphoe’’) cực tây nam thuộc tỉnh Chainat, miền trung Thái Lan.

## Lịch sử
Hai tambon Noen Kham và Kabok Tia của huyện Hankha đã được tách từ và lập nên tiểu huyện mới (King Amphoe) ngày 21 tháng 7 năm 1997.
Theo quyết định của chính phủ Thái Lan ngày 15 tháng 5 năm 2007, tất cả 81 tiểu huyện đều được nâng thành huyện. Với việc đăng Công báo hoàng gia ngày 24 tháng 8, quyết định nâng cấp này thành chính thức.

## Địa lý
Các huyện giáp ranh (từ phía bắc theo chiều kim đồng hồ): Hankha thuộc tỉnh Chainat, Doem Bang Nang Buat, Dan Chang thuộc tỉnh Suphanburi, Ban Rai thuộc tỉnh Uthai Thani.

## Hành chính
Huyện này được chia thành 3 phó huyện (tambon), các đơn vị này lại được chia thành 48 làng (muban). Không có khu vực đô thị (thesaban, và 3 Tổ chức hành chính tambon (TAO).
| Số TT | Tên          | Thai     | Số làng | Dân số |  |
| ----- | ------------ | -------- | ------- | ------ |  |
| 1.    | Noen Kham    | เนินขาม   | 19      | 6315   |  |
| 2.    | Kabok Tia    | กะบกเตี้ย  | 15      | 5584   |  |
| 3.    | Suk Duean Ha | สุขเดือนห้า | 14      | 5543   |  |